# 泄公
泄公，秦末汉初人物，官至中大夫。
赵国贯高谋刺刘邦被逮捕。中大夫泄公向刘邦表示自己和贯高同邑，平素对他很了解，他在赵国以义自立、不受侵辱、信守诺言。刘邦派泄公持节去贯高的箯舆（竹床）前探问。泄公问他的伤情，见他如同平日一样欢洽，便问，赵王张敖是否知道谋反计划。贯高说：“人情难道不爱自己的父母妻儿吗？现在我三族都被定为死罪，难道我爱赵王胜过亲人吗？实在是赵王没有谋反，只是我们自己做的。”于是详细述说出谋反原因及赵王不知的情况。泄公入朝，报告了刘邦。前198年正月，刘邦赦免赵王张敖，废为宣平侯，改代王刘如意为赵王。刘邦称许贯高的人品，便派泄公去告诉他，张敖已放出，同时赦免贯高。泄公告诉他：“皇上你，所以赦免了你。”贯高说：“我被打得遍体鳞伤，之所以不死，就为证明赵王张敖没有谋反。现赵王已放出，我责任已尽，死而无憾。况且，人臣有谋害皇帝的罪名，有何面目再去事奉皇帝。即使皇上不杀我，我能不愧於心吗！”于是掐断自己的颈脉，自杀而亡。